# Żalezniaki (rejon orszański)
Żalezniaki (biał. Жалезнякі; ros. Железняки, Żelezniaki) – wieś na Białorusi, w obwodzie witebskim, w rejonie orszańskim, w sielsowiecie Zadrouje.
W 2009 roku mieszkało tam 16 osób.